# Square de La Motte
Le square de La Motte, anciennement appelé « promenade de La Motte surplombant la Vilaine », est un jardin situé à Rennes à proximité du centre-ville.

## Localisation
Il se situe dans le quartier Thabor - Saint-Hélier - Alphonse Guérin entre les rues Victor Hugo (au sud), Martenot (au nord-est) et Guillaudot (à l’ouest).
L’Hôtel de Cuillé se trouve en limite sud du square. Au nord du square, de l’autre côté de la rue Martenot, on trouve d'est en ouest : l’hôtel de Courcy, la caserne du Bon Pasteur et l’hôtel de préfecture.

## Histoire
Une promenade est aménagée dès la fin du XVIIe siècle.
L’escalier monumental qui y fut construit en 1829 par Charles Millardet fut ensuite déplacé en 1901 à l’entrée sud du parc du Thabor.
Le monument aux morts du 41e régiment d'infanterie, à l’est du square, a été sculpté par Pierre Thézé en 1951.